# José Marco y Sanchís
José Marco y Sanchís (Valencia, 13 de marzo de 1830-Madrid, 2 de noviembre de 1895) fue un escritor, periodista y dramaturgo español.

## Biografía
José Marco y Sanchís (o Sánchez) nació el 13 de marzo de 1830 en Valencia.
En su juventud dirigió en Madrid las publicaciones periódicas La España Musical y Artística y Literaria y La España Artística y Literaria (1850-1856). En sus últimos años fundó la revista Pro Patria. Colaboró en otros medios como El Teatro y El Día, entre otros. Se desempeñó como dramaturgo, que fue en el área en que destacó.
En 1856[cita requerida] se casó por poderes con la también escritora María del Pilar Sinués (1835-1893) a quien sólo conocía por carta debido a la mutua admiración por sus obras.[cita requerida] Adaptó con gran éxito al teatro la obra de su esposa El sol de invierno. En 1875 abandonó a su esposa.[cita requerida]
Falleció a los sesenta y cinco años de edad el 2 de noviembre de 1895, en Madrid.